# 泉大津市立小津中学校
泉大津市立小津中学校（いずみおおつしりつ おづちゅうがっこう）は、大阪府泉大津市にある公立中学校。
泉大津市立東陽中学校の過密化を解消するため、泉大津市で3番目の中学校として1977年に現在地に開設された。学校敷地は、廃校となった大阪市立助松養護学校（大阪市立貝塚養護学校に統合）のものを引き継いでいる。

## 沿革
- 1976年 - 中学校の新設を決定。
- 1976年11月 - 新設校の名称を、泉大津市立小津中学校と決定。
- 1977年 - 泉大津市立小津中学校として、泉大津市立東陽中学校から分離開校。

## 通学区域
- 泉大津市立上條小学校と泉大津市立条東小学校の通学区域。
  - 泉大津市立東陽中学校との調整区域あり。

## 出身者
- 安藤健太 - トライアスロン選手
- 浜口司 - 元KIX-S
- 南出賢一 - 泉大津市長
- 立花孝志 - 元参議院議員

## 交通
- 南海本線 北助松駅 北東へ約500m。